# The Sweetest Taboo
«The Sweetest Taboo» — сингл с альбома Promise (1985) английской группы Sade. Он был выпущен 30 сентября 1985 года в качестве лид-сингла на студии Epic Records (Соединённые Штаты — Portrait Records, 1985).
В США он достиг пятого места в хит-параде Billboard Hot 100 в марте 1986 года, оставаясь 13 недель в top-40. Он также стал вторым подряд чарттоппером в хит-параде Billboard Adult Contemporary, вслед за синглом «Smooth Operator».

## Отзывы
Таня Рена Джефферсон из компании AXS написала, что «Группа даёт песне сиять своим мягким и насыщенным ароматом. Вокалистка Шаде поет гордо и смело о том, как ей даётся любовь, которая выявляет в ней лучшее. Тихая атмосфера шторма позволяет стоять и танцевать под душевный мирный звук песни». Гэвин Мартин написал в журнале New Musical Express, что «The Sweetest Taboo» заслуживает высокой оценки: «движение здесь создает такое воздушное наслаждение, которое предпочтительнее обычного безжизненного блеска».

## Список композиций
7" сингл (Великобритания)
- Сторона A:

1. «The Sweetest Taboo» — 4:25

- Сторона B:

1. «You’re Not the Man» — 5:09

12" макси-сингл (Великобритания)
- Сторона A:

1. «The Sweetest Taboo — Extended Version» — 5:27

- Сторона B:

1. «You’re Not the Man» — 5:09

7" сингл (Соединённые Штаты)
- Сторона A:

1. «The Sweetest Taboo» — 4:25

- Сторона B:

1. «You’re Not the Man» — 5:09

## Позиции в чартах
| Чарт (1985—86)                        | Высшая позиция |
| ------------------------------------- | -------------- |
| Австралия (Kent Music Report)         | 65             |
| Австрия (Ö3 Austria Top 40)           | 24             |
| Бельгия/Фландрия (Ultratop 50)        | 10             |
| Европа (European Hot 100 Singles)     | 12             |
| Канада (RPM Top Singles)              | 12             |
| Канада (RPM Adult Contemporary)       | 1              |
| Финляндия (Suomen virallinen lista)   | 9              |
| Франция (SNEP)                        | 30             |
| Ирландия (IRMA)                       | 11             |
| Нидерланды (Dutch Top 40)             | 14             |
| Нидерланды (Single Top 100)           | 12             |
| Новая Зеландия (Recorded Music NZ)    | 11             |
| Швейцария (Schweizer Hitparade)       | 14             |
| Великобритания (OCC UK Singles)       | 31             |
| США (Billboard Hot 100)               | 5              |
| США (Billboard Adult Contemporary)    | 1              |
| США (Billboard Hot R&B/Hip-Hop Songs) | 3              |
| США Cash Box Top 100                  | 8              |
| ФРГ (GfK)                             | 28             |

| Чарт (1986)                                    | Позиция |
| ---------------------------------------------- | ------- |
| США (Billboard Top Adult Contemporary Singles) | 16      |
| США (Billboard Top Black Singles)              | 22      |
| США (Billboard Top Pop Singles)                | 55      |
| США (Cash Box Top 100)                         | 68      |